# Роланд Бергер Стратегическо Консултантство
„Роланд Бергер Стратегическо Консултантство“ (на немски: Roland Berger Strategy Consultants) е глобална фирма за стратегическо консултиране с централа в Мюнхен, Бавария, Германия и 51 офиси в 36 държави.
Основана е през 1967 г. от Роланд Бергер. Според кариерния пътеводител Vault.com фирмата е сред 3-те най-добри консултантски фирми в Европа и сред 5-те най-добри на световния пазар за консултантски услуги. През 2009 г. продажбите на фирмата са били в размер на 850 млн. щатски долара при наличие на около 2500 служители в световен мащаб. Фирмата е независимо съдружие, изцяло собственост на около 220 съдружници. През юли 2011 г. 18 нови партньори се присъединяват към фирмата.
За да финансира световната експанзия на фирмата, Роланд Бергер кани „Дойче Банк“ за акционери, като техният дял достига до 75,1 % през 1988 г. Това се оказва проблем за дейността на „Дойче Банк“ в САЩ, тъй като по онова време все още съществува забрана на търговски банки да се занимават с посреднически и консултантски дейности, отменена впоследствие със Закона за модернизация на финансовите услуги (1999). За да избегнат проблеми с Федералния резерв на САЩ, останалите съдружници в „Роланд Бергер Стратегическо Консултантство“ откупуват дела на „Дойче Банк“.
През ноември 2010 г. фирмата навлиза в напреднали преговори с консултантския отдел на „Делойт“ за сливане на двата бизнеса, но съдружниците в „Роланд Бергер“ се отказват и решават да вложат допълнителен капитал, вместо да сключат съюз с „Делойт“.
Знакови клиенти на „Роланд Бергер“ са БМВ.
Компанията е активна на българския пазар според необходимостта на своите клиенти като най-близкият и офис е в Букурещ. Трайчо Трайков - бившият министър на икономиката, енергетиката и туризма в правителството на Бойко Борисов, е работил в „Роланд Бергер“, преди да се присъедини към ЕВН.